# Tarnnetz

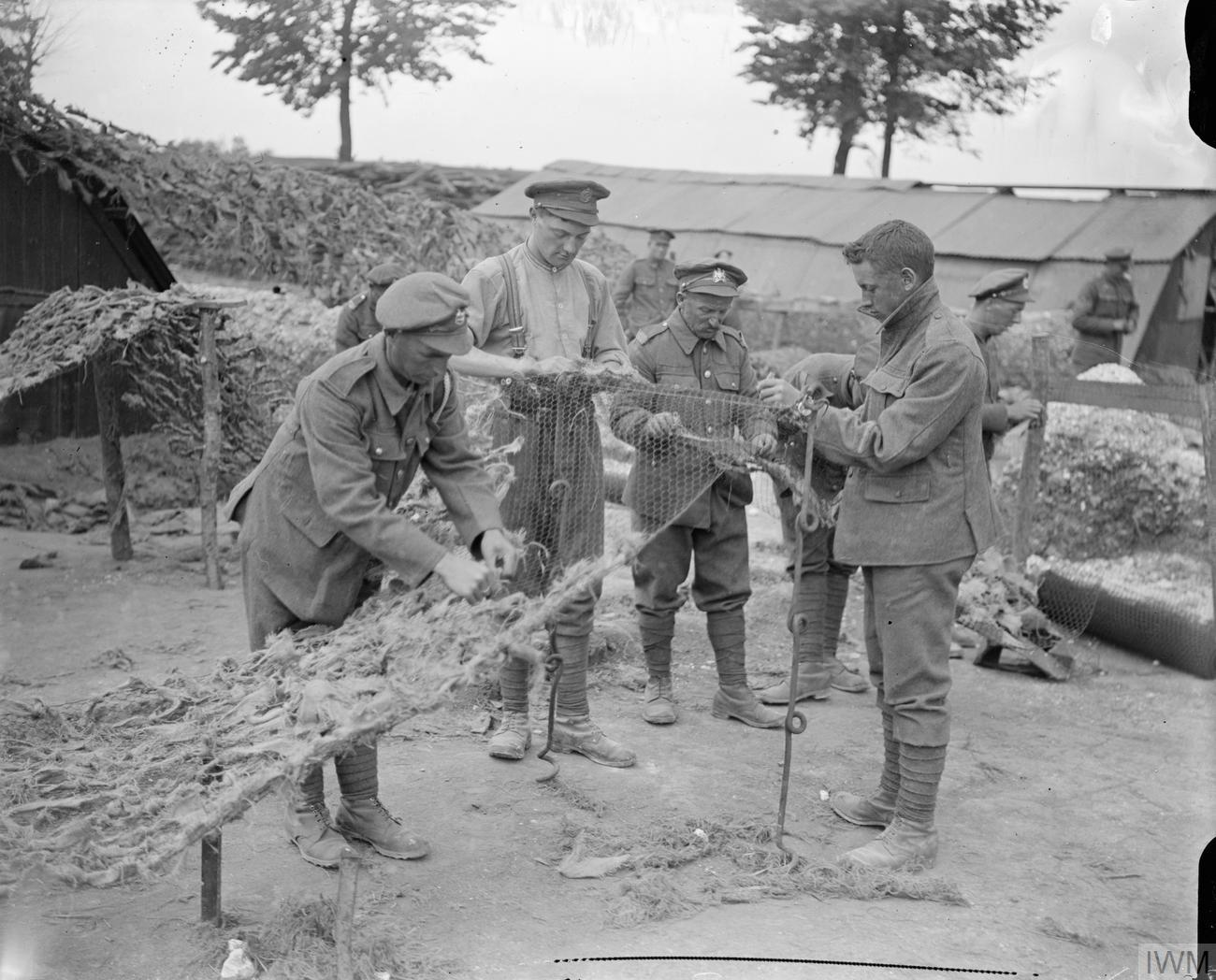
Britische Soldaten stellen aus Netzmaterial und Stoffstreifen Tarnnetze her (1918)

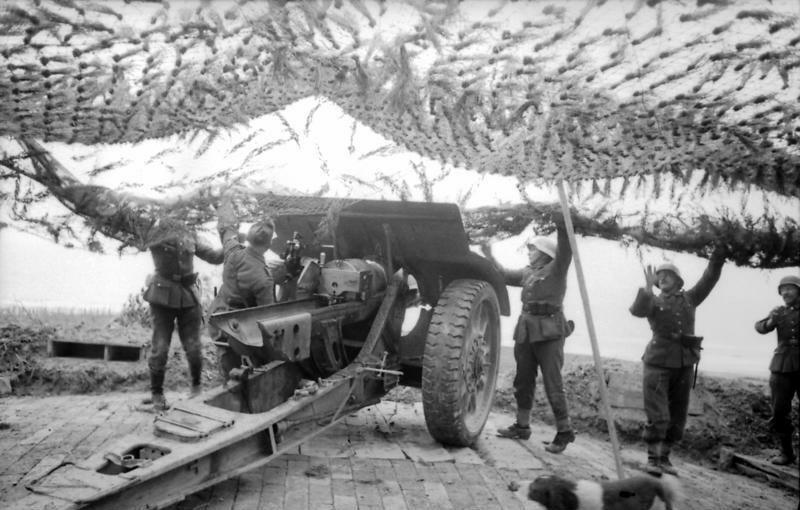
Deutsche Soldaten neben einer Haubitze in einer befestigten Stellung, die von einem Tarnnetz bedeckt ist (1943)

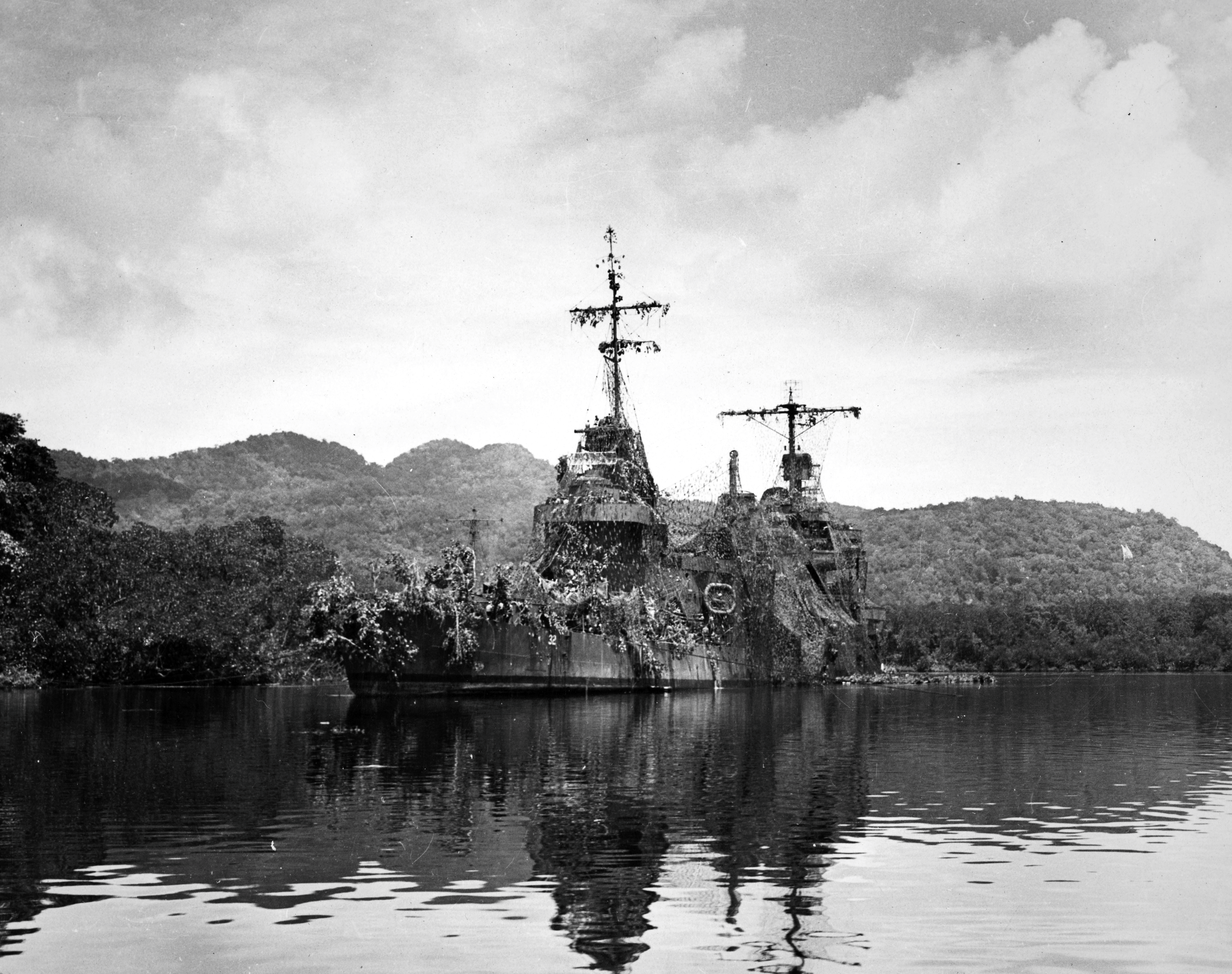
Der schwere Kreuzer USS New Orleans wurde während Reparaturarbeiten bei Tulagi mit einem Tarnnetz abgedeckt (1942)

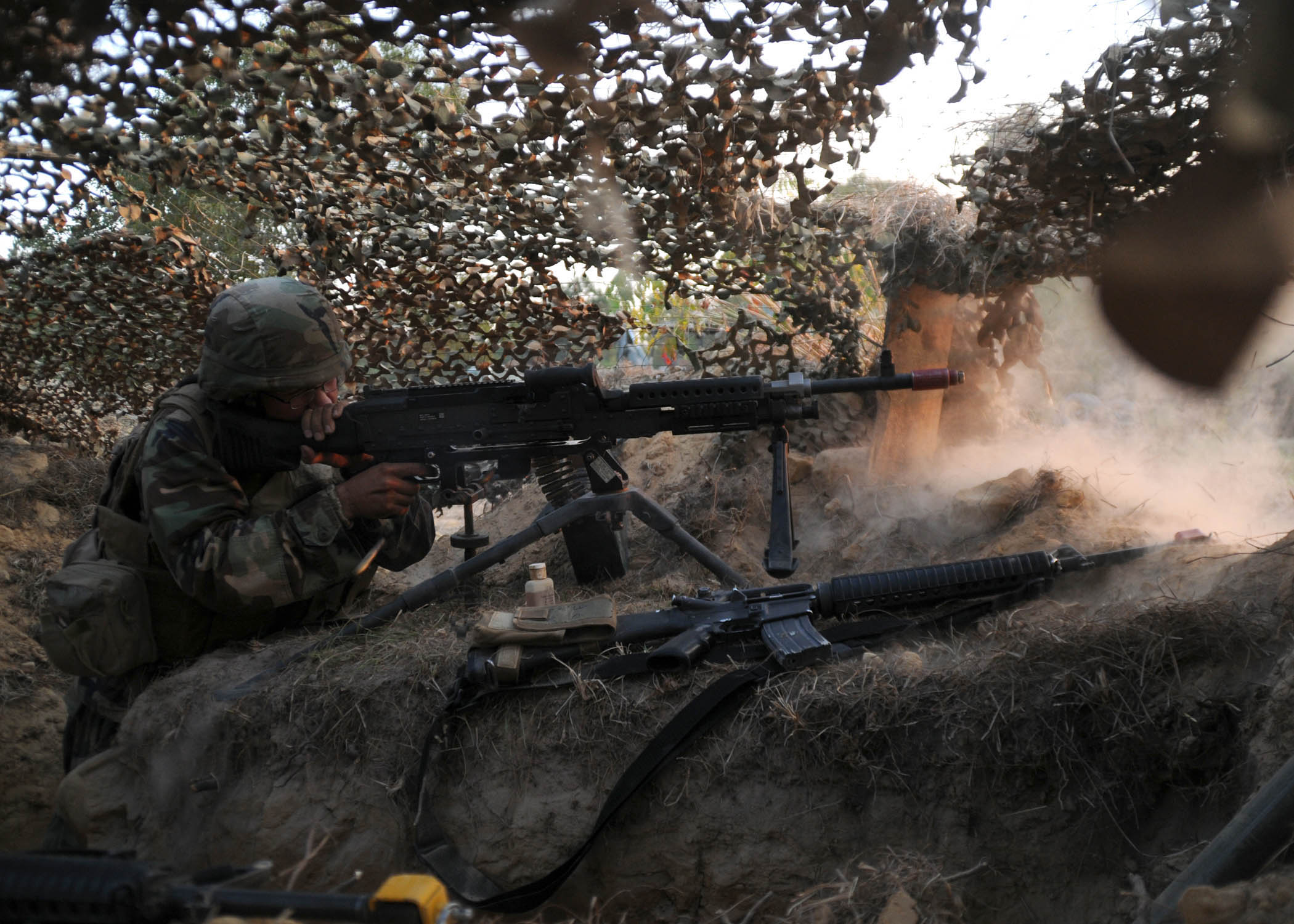
US-Soldat in getarnter Stellung (2010)

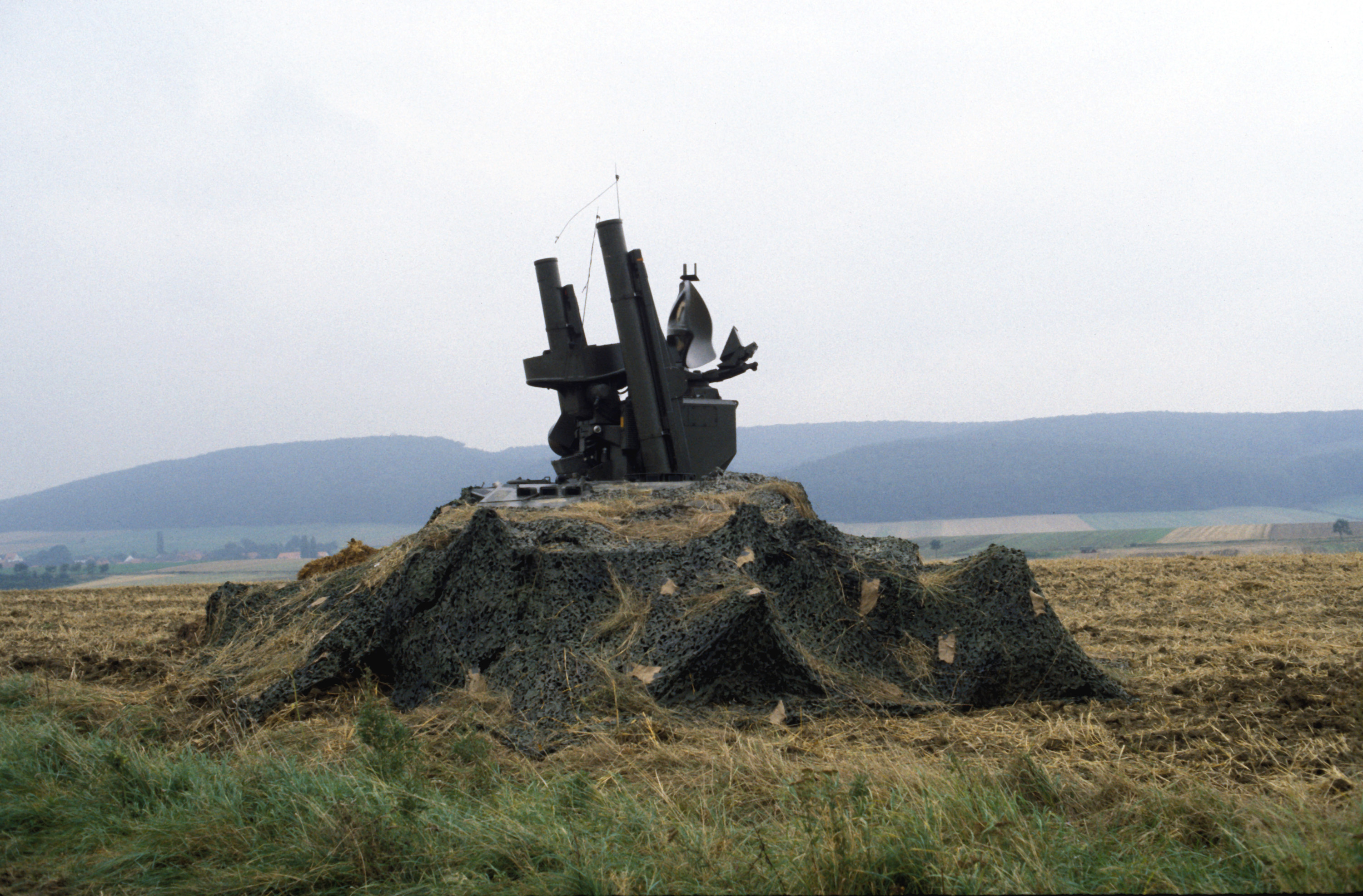
Ein mit einem Tarnnetz und Gras versehener Roland II-Flugabwehrpanzer der Bundeswehr (1985)

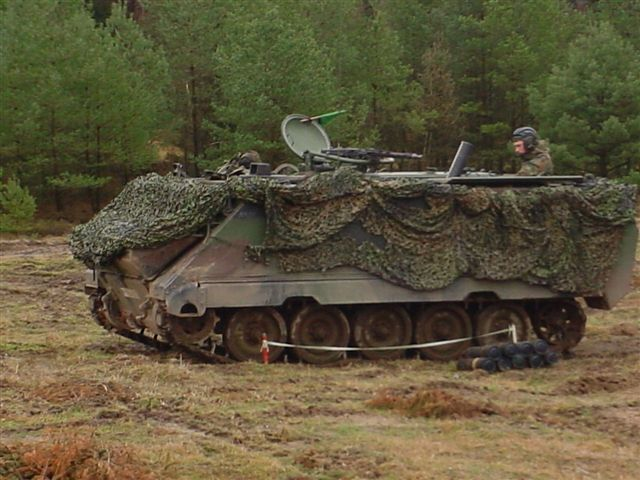
M113 Panzermörser 120 mm mit Tarnnetz (2004)

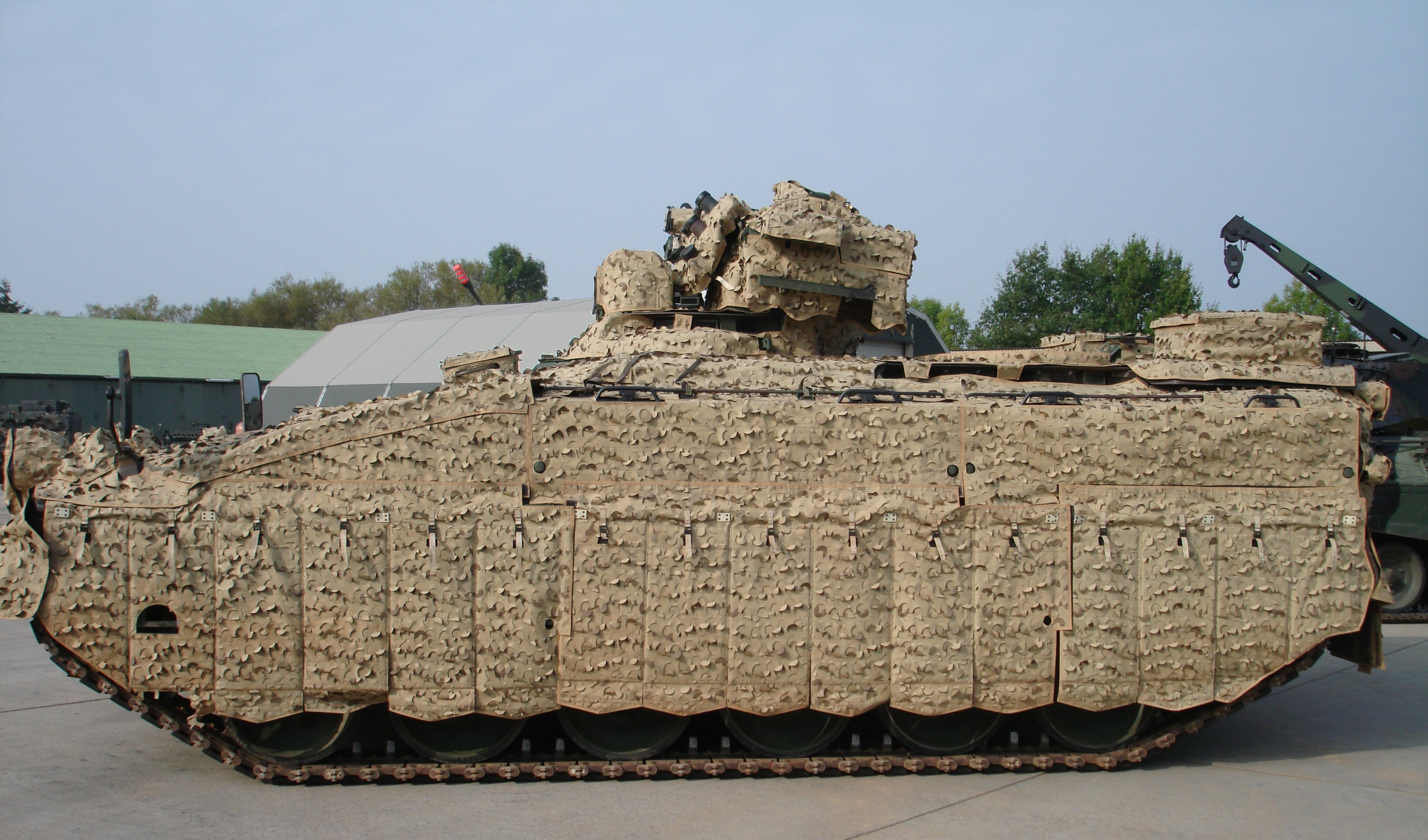
Schützenpanzer Marder 1A5 mit Barracuda-Tarnsystem von Saab

Tarnnetze dienen im Militär dem Sichtschutz vor gegnerischer Aufklärung. Sie imitieren Vegetation. Sie werden beispielsweise über Stellungen, Bunkern, Gebäuden, Radarstellungen, Panzern, Panzerhaubitzen und Flugabwehrgeschützen aufgehängt beziehungsweise gelegt und gegebenenfalls – je nach regionaler Vegetation – mit eingeflochtenen Zweigen, Buschwerk, Gräsern und Stofffetzen ergänzt, um die Tarnwirkung noch zu verbessern. Einige Versionen sind durch Imprägnierung witterungs- und fäulnisbeständig und zudem feuerhemmend. Sie können zusätzlich auch als Wind- und Sonnenschutz dienen.

## Geschichte

### Erster Weltkrieg
Die militärische Nutzung und Herstellung von Tarnnetzen wurde zum Ende des Ersten Weltkrieges forciert, nachdem die Tarnung von Stellungen und Bereitstellungsräumen gegen die nunmehr aktive Luftaufklärung notwendig geworden war. Der konturauflösende Tarnanstrich alleine war nun nicht mehr ausreichend, es bestand der Bedarf an künstlichen Tarnmitteln, da zur Tarnung verwendete Zweige rasch verdorrten und in den Wintermonaten keine Belaubung vorhanden war. Das schwere Gerät von Artillerie und Kampftruppe musste nun mit künstlichen Tarnmitteln gegen Luftaufklärung geschützt werden. Zunächst behalf man sich mit Zeltplanen mit Tarndruck und Sackleinen, die keiner weiteren Behandlung unterzogen wurden. Die französische Armee setzte hier Maßstäbe und setzte einen Kunstmaler ein, der es verstand, durch Bemalung dieser Stoffe die Natur, Licht, Schattenwurf und Metall so zu imitieren, dass die getarnten Geschütze und Protzen auch für geübte Augen schwer zu entdecken waren. Dieser französische Maler erreichte den Dienstgrad eines Hauptmannes. Aus dieser Tarnarbeit ging der Bau von Baumattrappen als Beobachtungsstand, oder die perfekte Tarnbemalung von Bunkern hervor. Die Bestückung von Netzen mit solchen bemalten Stofffetzen war eher eine Notlösung, da es nicht möglich war alle Verbände mit den bemalten Planen auszurüsten. So wurde versucht, durch das Bestücken von Netzen eine größere Versorgungsdichte zu erreichen. Man stellte fest, dass Soldaten die Netze mit natürlichem Tarnmaterial ergänzten und so die ideale Grundtarnausstattung ein grundlegend bestücktes Netz sein sollte, welches von der Truppe durch Maßnahmen vor Ort der Umgebung angepasst werden konnte.

### Zwischen den Weltkriegen
In der Zwischenkriegszeit wurde dann durch die defensive Planung der Landesverteidigung und den Bau von Festungswerken entlang von Landesgrenzen der Bedarf an entsprechenden Tarnnetzen so groß, dass nunmehr die Fertigung der Netze industriell erfolgte. Die Garnierung der Netze wurde mit sackleinenartigen Stoffstreifen ausgeführt, welche mit sogenannten Indanthronfarben getränkt waren, um diese in Tarnfarbe (dunkles Grün) einzufärben und das Material dadurch vor dem Verwittern und Verrotten zu schützen. Die Garnierung wurde schneckenförmig und in Zick-Zack-Linien durch das Netz verwoben und durch Verknoten fixiert. Diese Art von Netzen ist oft auf alten Bildern von den Atlantikwall-Stellungen oder der Siegfriedlinie zu sehen – hier ist auch erkennbar, dass die Tarnwirkung zur Verschleierung von Umrissen und damit dem Erschweren einer genauen Aufklärung wohl gerade ausreichend waren, die Netze jedoch selten von der Truppe vor Ort durch weitere Tarnmaßnahmen ergänzt wurden. Diese Tarnnetze, zumindest auf deutscher Seite, waren aus einfarbigen Komponenten gefertigt.

### Zweiter Weltkrieg
Im weiteren Kriegsverlauf wurde den Tarnmaßnahmen aus schierer Notwendigkeit eine hohe Aufmerksamkeit beigemessen. So wurden nun auch Handbücher und Vorschriften verfasst und illustriert, um die Truppe mit Maßnahmen vertraut zu machen, die aufgrund der Luftüberlegenheit der Gegner zwingend erforderlich wurden. 
Ein weiterer Einschnitt war die konsequente Verwendung von Farbfilmmaterial zur Aufklärung, so dass zum Kontrast der Aufnahmen nun auch deutlich die Farben zur Erkennung hinzugezogen werden konnten. Fotografien und Aufnahmen aus den Bereitstellungsräumen in der Normandie zeigen, dass alle Fahrzeuge, Handkarren und Stahlhelme in Tarnfarben lackiert wurden, um möglichst unsichtbar für die feindlichen Jagdbomber zu sein. Panzer wurden mit Flachnetztarnungen in Wäldern versteckt und konnten so nur noch bei Nacht, oder unter starkem Flugabwehr-Schutz, operativ am Tage eingesetzt werden. Die alliierten Verbände benutzten Tarnnetze, die ebenfalls mit Stoffstreifen garniert waren. Diese waren jedoch wesentlich größer und einzelne Stofffetzen waren so groß wie Putzlappen, sodass die Fernwirkung und Dichte dieser Netze effektiver war.
Kriegsschiffe, die für Reparaturen in Häfen lagen oder „feldmäßige Reparaturen“ durchführen mussten und somit ein leichtes Ziel für feindliche Kampfflugzeuge und Schiffe waren, wurden mit Tarnnetzen abgedeckt, um sie zu verbergen. So wie beispielsweise der beschädigte Schwere Kreuzer New Orleans nach der Schlacht bei Tassafaronga bei Tulagi im Jahr 1942.

### Nach dem Zweiten Weltkrieg
An Kriegsschauplätzen wie z. B. Nordafrika wurden Netze verwendet, die völlig ohne Garnierung eingesetzt wurden und dafür aus sehr dicken Strängen gefertigt waren. Teilweise wurden die Netze mit naturfarbenen Sackleinenstreifen ergänzt.
Grundsätzlich war die Einführung der Tarnnetze auch aus psychologischer Hinsicht für die Truppen wichtig, die Abschirmung gegen Feindsicht vermittelte eine gewisse Sicherheit und das Gefühl „ein Dach über dem Kopf zu haben“. Die tatsächliche Wirkung und der Erfolg der Tarnmaßnahmen hing jedoch originär vom nutzenden Truppenteil ab, der auch die erweiterten Tarnmaßnahmen umsichtig durchführen und z. B. Fahrzeugspuren, die unter die Netze führten, verschleiern musste.

## Gegenwart

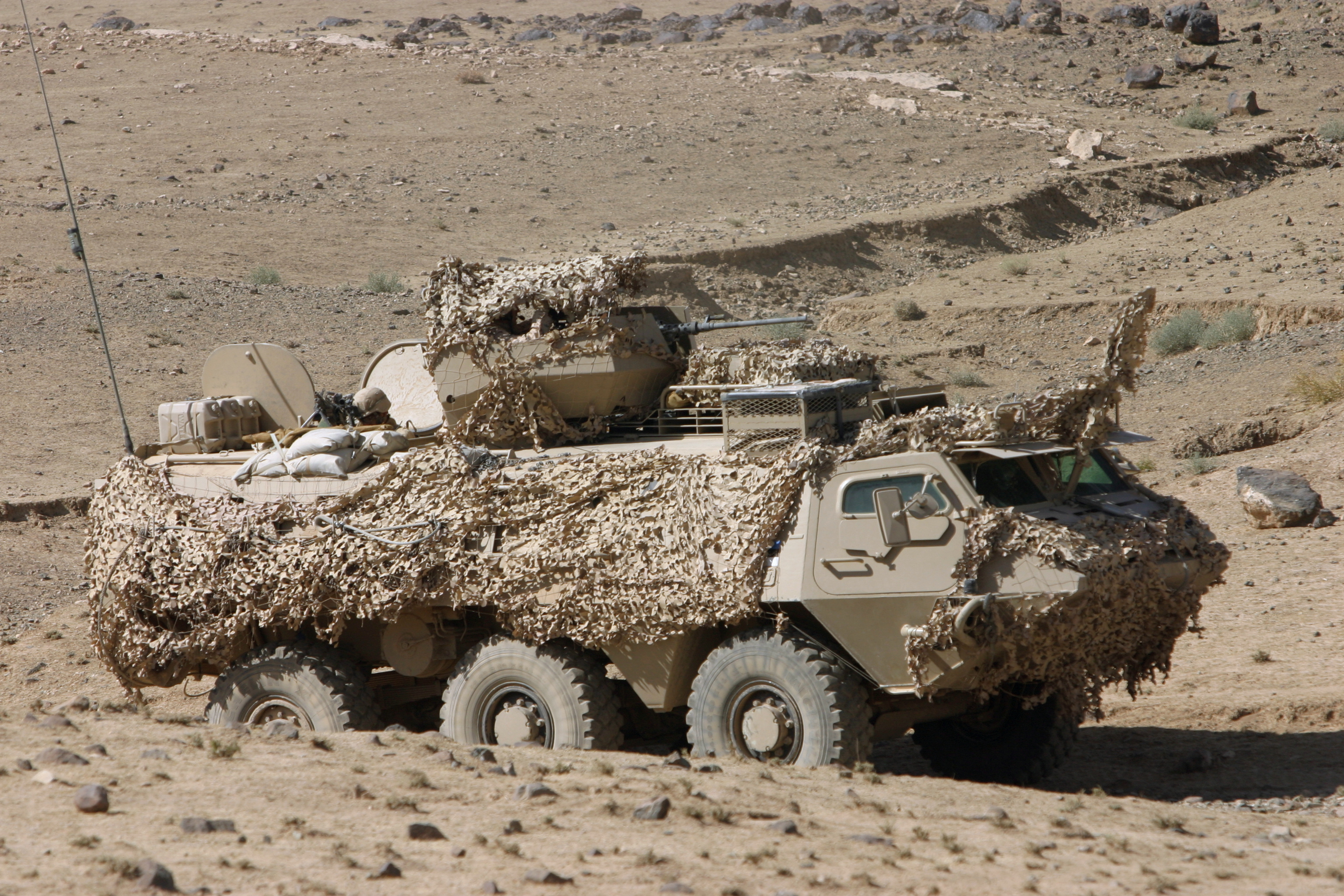
Sisu Pasi in Afghanistan

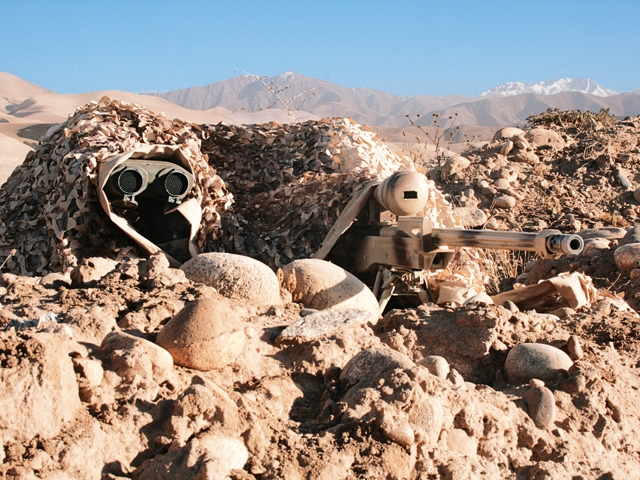
Scharfschützentrupp in Afghanistan

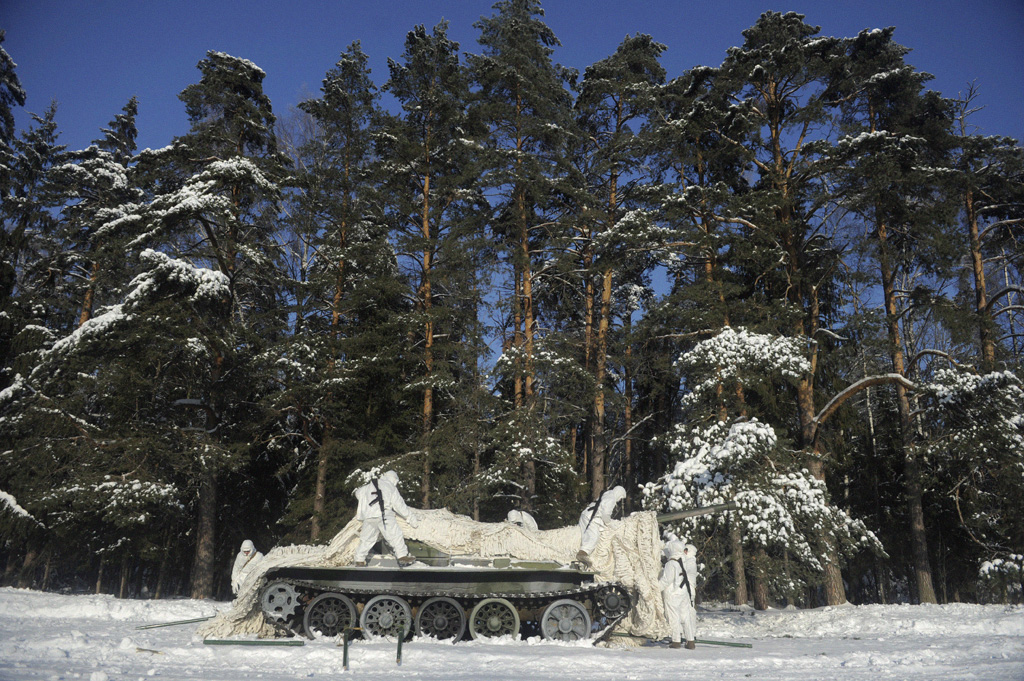
Schneetarnnetz auf einem T-55

Auch in der heutigen Zeit ist das Tarnnetz nicht aus dem militärischen Gebrauch wegzudenken. Trotz Wärmebildgeräten und Infrarot (moderne Tarnnetze schützen mittlerweile auch bedingt gegen diese Aufklärungsmittel) sind diese unvermindert im Einsatz. Je nach Land wurde eigene Feldforschung betrieben, so für jedes Gelände, ob Wüste oder Grasland, Wald oder Eiswüste, das passende Tarnnetz entwickelt.
Die neueste Entwicklung sind sogenannte Lightweight Systeme, die aus einer ultraleichten Garnierung bestehen und auf ein tatsächliches Netz verzichten. Diese „Netze“ können auf kleinstes Packmaß komprimiert werden und dienen zur Tarnung einzelner Soldaten oder Kleingerät von Spezialeinheiten.
Der ghillie suit, ein Tarnanzug, bei denen die Tarnnetzgarnierung direkt auf die Bekleidung genäht wird, um die persönliche Tarnung einzelner Soldaten wie Scharfschützen zu erhöhen, ist heute wieder vermehrt in der Verwendung. Zur Konturenauflösung und Tarnung dienen Helmnetze wie das Mitznefet. Einige NATO-Staaten setzen für Panzerfahrzeuge Tarnnetze in Wald- oder Wüstentarn ein.
Tarnen ist auch noch heute die Kunst das zu tarnende Objekt an die Umgebung anzupassen und das Auge des Beobachters zu verwirren. Die Tarnung soll einem Gegner ein Erkennen des Ziels wesentlich erschweren. Daneben spielt für Tarnmöglichkeiten das Gelände und die Wahl der eigenen Stellung eine wesentliche Rolle – markante Geländepunkte sind daher konsequent zu vermeiden.
In der Bundeswehr erhalten Soldaten dienstliche Helmtarnbezüge aus Stoff, an denen sich Befestigungsmöglichkeiten in Form von Schlaufen für Pflanzenmaterial (Zweige, Buschwerk, Gräser) befinden. Improvisierte, zugeschnittene Tarnnetzstücke oder Sackleinenstreifen können zusätzlich als Helmtarnung dienen. Pflanzenmaterial als Helmtarnung verwelkt mit der Zeit und muss ständig erneuert werden, der improvisierte Tarnnetzbezug hingegen ist haltbar.
Während Auslandseinsätzen der Bundeswehr werden in gefährdeten Feldlagern zum Teil die Fensterinnenseiten der Gebäude behelfsmäßig mit Sandsäcken verstärkt und mit zugeschnittenen Tarnnetzstücken, die wie Gardinen wirken, versehen. Dies soll dem Sichtschutz zum Schutz vor Scharf- und Heckenschützen dienen, die dann durch das Fenster keinen Soldaten mehr gezielt anvisieren können.
Jäger benutzen Tarnnetze und ghillie suits, um ihre Hochsitze vor dem Wild zu tarnen und zum Anpirschen an Wild.